# Gaelsko pismo
Pojam gaelsko pismo je prijevod irskog termina cló Gaelach i odnosi se na obitelj otočnih oblika pisama izumljenih za pisanje irskog jezika, koji se koristio u vremenu od od 16. do 20.st. Ponekad se svi gaelski oblici pisama nazivaju keltskima ili uncialnima.

## Osobitosti
Pored 26 slova latinske abecede, gaelski oblici pisanja moraju sadžavati bilo kakve vokale s oštrim naglascima (Áá Éé Íí Óó Úú) isto tako kao i set suglasnika s gornjom točkom (Ḃḃ Ċċ Ḋḋ Ḟḟ Ġġ Ṁṁ Ṗṗ Ṡṡ Ṫṫ) i tironski znak et, korišten za irsku riječ agus, "i". Gaelski oblici pisma također često uključuju otočne oblike slova s i r, a neki od njih sadržavaju velik broj ligatura koje su se rabile u ranijem gaelskom tiskarstvu. Malo slovo i je pisano bez točke, a slova d, f, g i t imaju otočne oblike. Mnogi moderni gaelski oblici pisama uključuju gaelske oblike za slova j, k, q, v, w, x, y i z i u pravilu pružaju podršku barem za vokale ostalih keltskih jezika. Gaelski oblici pisama također razlučuju & i "et" (isto kao i tradicionalno tiskarstvo), iako neki moderni fontovi zabunom zamjenjuju & "and" s tironskom bilješkom jer tobože oboje znače "and".

## Podrijetlo
Prvi gaelski oblik pisanja dizajniran je godine 1571. u svrhu vjeronauka ovlaštenog od kraljice Elizabete I. da pomogne u privođenju irskog naroda protestantizmu.

## Uporaba
Pisanje u gaelskom pismu sačuvano je u irskoj do pol. 20.st. Gaelsko pismo danas se rabi jedino u ukrasnome pisanju; na primjer, velik broj tradicionalnih irskih novina i dalje otiskuje svoje ime na prvoj stranici u gaelskome pismu, a također je popularno i za znakove točionica, razglednice i za oglašavanje. Gramatika kornijskog jezika Edwarda Lhuyda rabila je suglasnike gaelskoga pisma da naznači zvukove poput [ð] i [θ].

## Gaelsko pismu u Unicodeu
U Unicodeu, otočno G (), je kodirano kao jedinstveno zato što se koristi usporedno s regularnim (ne-gaelskim) latiničkim znakovima za određene svrhe, uglavnom za fonetičke transkripcije.

## Uzorci
Prva irska rečenica u svakoj slici, Chuaigh bé mhórshách le dlúthspád fíorfhinn trí hata mo dhea-phorcáin bhig, je pangram koji znači "Uvelike zadovoljna žena prošla je zaista bijelim ašovom kroz šešir moje dobrećudne malene ugojene svinje." Druga rečenica glasi Duibhlinn/Ceanannas an cló a úsáidtear anseo, "Duibhlinn/Ceannanas je vrsta slova korištena ovdje". Druga rečenica koristi kraće oblike slova r i s; prva rečenica koristi duže oblike.

## Pogledajte također
- latinično pismo
- insularno pismo